# Antoni Świrczyński

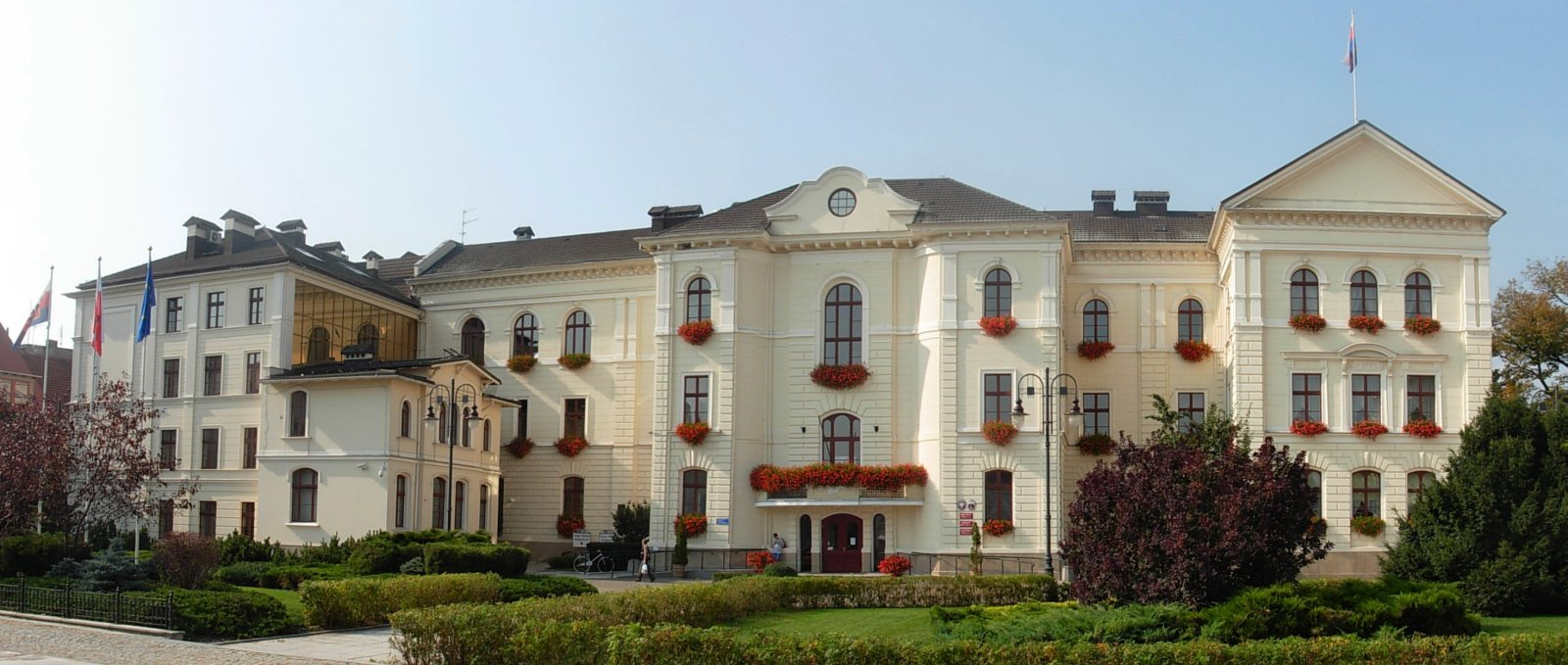
Kolegium jezuitów w Bydgoszczy (obecnie ratusz).

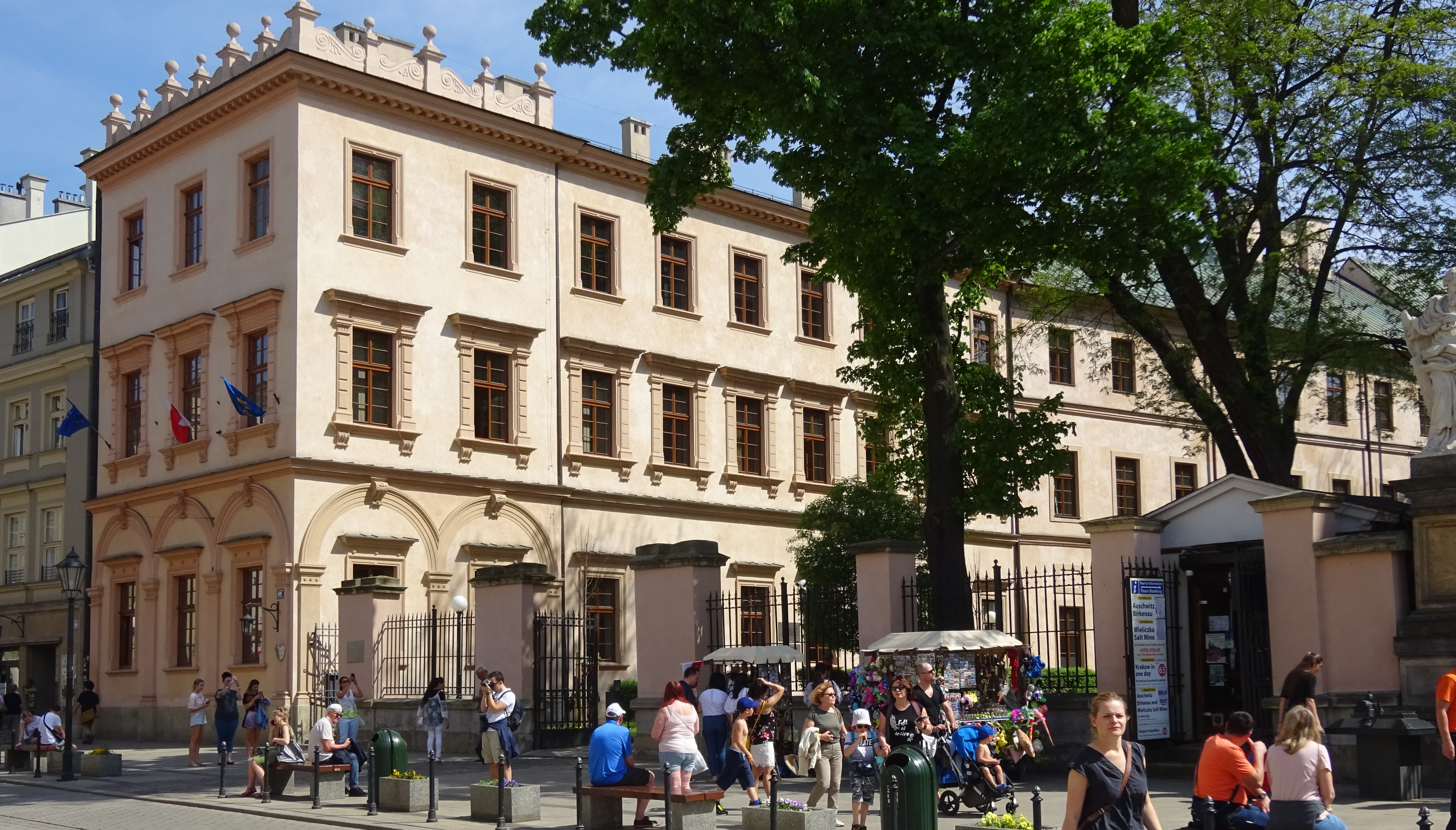
Kolegium jezuickie w Krakowie (obecnie budynek Uniwersytetu Jagiellońskiego).

Antoni Świrczyński (Świerczyński) herbu Ostoja (ur. 15 I 1670 w Wielkopolsce - zm. 10 VII 1727 w Krakowie) – ksiądz katolicki, jezuita, profesor etyki i matematyki w Lublinie, filozofii w Poznaniu i Kaliszu, teologii w Krakowie i we Lwowie, prefekt studiów w Krakowie i Sandomierzu, rektor kolegium jezuitów w Bydgoszczy oraz rektor i mistrz nowicjatu w Krakowie, autor książek.

## Życiorys
Antoni Świrczyński urodził się w rodzinie szlacheckiej pieczętującej się herbem Ostoja, należącej do heraldycznego rodu Ostojów (Mościców), wywodzącej się ze Świerczyńska Mniejszego koło Rozprzy w dawnym powiecie piotrkowskim województwa sieradzkiego. Jego rodzicami byli – Stanisław Antoni Świerczyński i Katarzyna z Przeborowskich, dziedzice Chwalibogowa i Chwalibogówka koło Wrześni.
Antoni Świerczyński wstąpił do zakonu jezuitów dnia 18 VIII 1688 roku w Krakowie. Następnie odbył dwuletni nowicjat w domu probacji przy kościele św. Szczepana w Krakowie. W latach 1691–1694 studiował filozofię w Kaliszu, potem, w latach 1697–1701, teologię w Poznaniu, gdzie w roku 1700 przyjął święcenia kapłańskie. Formację zakonną ukończył w roku 1702 rocznym studium duchowości i prawa zakonnego (trzeciej probacji) w Jarosławiu. Uroczystą profesję zakonną czterech ślubów złożył w dniu 2 lutego 1706 w Kaliszu. 
Antoni Świerczyński, w latach 1702–1703, wykładał etykę i matematykę w Lublinie, następnie w latach 1704-1705 logikę w kolegium poznańskim, po czym w latach 1704–1707 filozofię w Kaliszu, gdzie pełnił też obowiązki prefekta biblioteki. Od roku 1707 wykładał teologię scholastyczną w Krakowie, w kolegium św. Piotra. Następnie, w latach 1709–1717, prowadził wykłady w kolegium lwowskim. Pełnił tam także obowiązki prefekta szkoły oraz rektora kościoła św. Piotra i Pawła. W 1717 roku sprawował funkcję ojca duchownego w kolegium św. Piotra w Krakowie. Potem, w roku 1719, takąż funkcje pełnił w kolegium sandomierskim. 24 sierpnia 1720 roku został mianowany rektorem kolegium w Bydgoszczy. Cztery lata później, 26 sierpnia 1724 roku, powierzono mu obowiązki rektora domu probacji przy kościele św. Szczepana w Krakowie a także magistra nowicjatu i konsultora prowincji.
Antoni Świerczyński jest autorem książek ascetycznych w języku łacińskim (Dies vitae religiosae, Kraków 1726; Via caelestis, Sandomierz 1727) i polskim (Droga do zbawienia, Lwów 1727) oraz komentarzy homiletycznych do Księgi Mądrości (Atrium sapientiae apertum, Lwów 1716). W rękopisie pozostały jego wykłady z teologii.
Zdaniem ks. Stanisława Urbańskiego, profesora nauk teologicznych, twórczość Świerczyńskiego stawia go wśród głównych autorów polskiej mistyki studyjnej XVIII wieku.
Antoniego Świerczyńskiego wspomniał Kasper Niesiecki w „Herbarzu polskim” pisząc o nim:

Świerczyński herbu Ostoja, [...] Antoni w zakonie naszym rządził kollegium Bydgoskie, i nowicyat Krakowski, gdzie życie zamknął w r. 1727. Są w druku te jego książki, 1mo. Atrium Sapientiae seu Commentatio Moralis in primum Caput Sapientiae 1716. Leopol. in 4to. 2do. Via coelestis Sapientiae, seu Meditationes, Sandomirien. 1727. in 4to. 3tio. Dies vitae religiosae per varios virtutum actus distributus Cracov. 1726. in 12. suppresso nomine. 4to. Droga do zbawienia..